# Осиновка (притока Уті)
Оси́новка (рос. Осиновка) — річка в Удмуртії (Красногорський район), Росія, права притока Уті.
Річка починається на південній околиці колишнього присілку Самушонки. Протікає спочатку на південь та схід, потім повертає на південний схід, пригирлова ділянка спрямована на південь. Впадає до Уті нижче присілку Чумаки.
Русло вузьке, долина широка. Береги майже повністю заліснені, створено ставок. Річка приймає декілька дрібних приток.
Над річкою розташовано присілок Чумаки, де збудовано автомобільний міст.
| Річка | Це незавершена стаття про річку. Ви можете допомогти проєкту, виправивши або дописавши її. |